# André Diamant
André Diamant (ur. 9 lutego 1990 w Fortalezie) – brazylijski szachista, arcymistrz od 2009 roku.

## Kariera szachowa
Wielokrotnie zdobywał tytuły mistrza Brazylii juniorów w różnych kategoriach wiekowych, w latach 2002 (do 12 lat), 2003 i 2004 (do 14 lat), 2005 i 2006 (do 16 lat), 2008 (do 18 lat) oraz 2009 (do 20 lat). Był również wielokrotnym reprezentantem Brazylii na mistrzostwach świata juniorów oraz mistrzostwach krajów panamerykańskich, na których zdobył cztery medale: srebrny (2006 – do 16 lat) oraz trzy brązowe (2001 – do 12 lat, 2007 – do 18 lat, 2009 – do 20 lat). W 2008 r. zdobył w Porto Alegre tytuł indywidualnego mistrza Brazylii oraz zadebiutował w narodowej reprezentacji na olimpiadzie w Dreźnie. W 2010 r. po raz drugi wystąpił w turnieju olimpijskim.
Normy na tytuł arcymistrza wypełnił w latach 2008 (podczas mistrzostw kraju oraz w Madrycie, dz. II m. za Isamem Ortizem Suarezem, wspólnie z Władimirem Jepiszynem, Renierem Vazquezem Igarzą i Pablo Almagro Llamasem) i 2009 (w Buenos Aires, dz. I m. wspólnie z Salvadorem Alonso i Andresem Rodriguezem Vilą). W 2009 r. zwyciężył również (wspólnie z Tairem Nabatym) w kołowym turnieju w Netanji.
Najwyższy ranking w dotychczasowej karierze osiągnął 1 stycznia 2020 r., z wynikiem 2547 punktów.